# Xã Bloom, Quận Clearfield, Pennsylvania
Xã Bloom (tiếng Anh: Bloom Township) là một xã thuộc quận Clearfield, tiểu bang Pennsylvania, Hoa Kỳ. Năm 2010, dân số của xã này là 414 người.